# O'Briensbridge
O'Briensbridge (iriska: Droichead Uí Bhriain) är ett samhälle i Clare på Irland, belägen på västbanken av Shannonfloden. Den första bron över floden byggdes här 1506 av Turlough O'Brien samt dennes bror. Orten har fått sitt namn av just dessa mäns bro. På andra sidan floden ligger samhället Montpelier i grevskapet Limerick, och området O'Briensbridge-Montpelier har totalt 378 invånare (2006). 